# Remanija
Remanija (lat. Rehmannia), biljni rod klasificiran ili vlastitoj porodici Rehmanniaceae, i često u parazitski rod Orobanchaceae, što vrste roda remanija nisu.
Pripada mu 7 vrsta trajnica raširenih po Kini i Japanu.

## Vrste
1. Rehmannia chingii H.L.Li
2. Rehmannia chrysantha M.H.Li & C.H.Zhang
3. Rehmannia glutinosa (Gaertn.) DC.
4. Rehmannia henryi N.E.Br.
5. Rehmannia japonica (Thunb.) Makino
6. Rehmannia piasezkii Maxim.
7. Rehmannia solanifolia P.C.Tsoong & T.L.Chin

## Sinonimi
- Sparmannia Buc´hoz; Pl. Nouv. Découv.: t. 1 (1779), nom. rej.
- Zuccarinia Maerkl.; Ann. Wetterauischen Ges. Gesammte Naturk. 2: 252 (1811), nom. rej.